# ناحیه ایجنز سیتی، شهرستان لیون، کانزاس
شهرستان ایجنز سیتی، بخش لیون، کانساس (به انگلیسی: Agnes City Township, Lyon County, Kansas) یک منطقهٔ مسکونی در ایالات متحده آمریکا است که در کانزاس واقع شده‌است.

## خصوصیات
شهرستان ایجنز سیتی ۲۷۹٫۲ کیلومترمربع مساحت و ۴۶۸ نفر جمعیت دارد و ۴۴۱ متر بالاتر از سطح دریا واقع شده‌است.